# Mirnes Becirovic
Mirnes Becirovic (* 10. Jänner 1989 in Brčko) ist ein österreichischer Fußballspieler.

## Karriere
Becirovic begann seine Karriere beim USV Atzenbrugg-Heiligeneich in Niederösterreich. 2003 ging er in die AKA St. Pölten. Sein Profidebüt für den SKN St. Pölten gab er am dritten Spieltag 2008/09 gegen den FC Wacker Innsbruck. 2012 wechselte er zum First Vienna FC 1894. Nach dem Abstieg der Wiener wechselte er nach Kärnten zum Regionalligisten SK Austria Klagenfurt, mit dem er 2015 den Aufstieg in den Profifußball feierte.
Nach dem Zwangsabstieg Klagenfurts wechselte er im Sommer 2016 zum Zweitligisten Floridsdorfer AC.